# Andrew Gibb Maitland
Andrew Gibb Maitland (30 novembre 1864 - 27 janvier 1951) est un géologue australien d'origine britannique.

## Biographie
Maitland est né à Birkby, dans le Yorkshire, en Angleterre et étudie le génie civil au Yorkshire College of Science, Leeds, où il est influencé par le professeur de géologie Alexander Henry Green.
En 1888, il est nommé second assistant géologue au Geological Survey of Queensland. Maitland relève de Robert Logan Jack (en) qui l'a chargé d'arpenter les terres de la région de Mackay. En 1891, il est secondé par William MacGregor pour l'examen géologique de la Nouvelle-Guinée britannique.
De 1896 à 1926, il est géologue du gouvernement en Australie-Occidentale. En 1898, il publie la Bibliographie de la géologie de l'Australie-Occidentale. En 1901, il sert comme géologue lors de l'expédition de Drake-Brockman au Kimberley.
En 1924, il reçoit la médaille ANZAAS Mueller, en 1927, il reçoit la médaille Clarke de la Royal Society of New South Wales.
Il meurt à Subiaco, en Australie-Occidentale et est enterré dans la section anglicane du cimetière de Karrakatta. Gibb River et Maitland Range, dans la division de Kimberley, sont nommés en son honneur.
Les contributions de Gibb Maitland à l'étude de la géologie en Australie occidentale sont commémorées par la médaille Gibb Maitland, généralement décernée chaque année par la division australienne occidentale de la Geological Society of Australia pour des contributions substantielles à la géoscience en Australie occidentale, avec une attention particulière accordée aux contributions qui se rapportent à la présence ou à la découverte de ressources minérales.